# Arsenolamprite
L'arsenolamprite è un minerale composto di arsenico dimorfo dell'arsenico nativo. Il nome deriva dal suo contenuto di arsenico e dalla parola greca λαμπρός (brillante) per via della sua lucentezza.

## Morfologia
L'arsenolamprite è stata trovata sotto forma di aghi di qualche millimetro, foliata, in aggregati radiali o in masse compatte.

## Origine e giacitura
L'arsenolamprite è stata trovata in scaglie e venature nella roccia carbonatica e nelle vene di calcite associata con arsenico nativo, bismuto nativo, argento nativo, calcite, emplectite, löllingite, galena, orpimento, pirite, realgar, safflorite, sternbergite.